# Costus longibracteolatus
Costus longibracteolatus är en enhjärtbladig växtart som beskrevs av Paulus Johannes Maria Maas. Costus longibracteolatus ingår i släktet Costus och familjen Costaceae. Inga underarter finns listade.